# Gran Premio motociclistico di Cecoslovacchia 1987
Il Gran Premio motociclistico di Cecoslovacchia 1987 fu l'undicesimo appuntamento del motomondiale 1987 e vide il ritorno del GP cecoslovacco nel calendario mondiale dopo un'assenza di 5 anni.
Si svolse il 23 agosto 1987 sul rinnovato circuito di Brno e vide la vittoria di Wayne Gardner nella classe 500, di Anton Mang nella classe 250, di Fausto Gresini nella classe 125 e di Stefan Dörflinger nella classe 80. Nella gara dei sidecar si è imposto l'equipaggio Rolf Biland/Kurt Waltisperg.
Al termine della gara è stato assegnato matematicamente il terzo titolo iridato della stagione, dopo quello della classe 80 e quello dei sidecar, viene assegnato all'italiano Fausto Gresini quello della classe 125; per lui si tratta del secondo titolo iridato, dopo quello ottenuto nella stessa classe nel motomondiale 1985.

## Classe 500

### Arrivati al traguardo
| Pos. | Pilota              | Moto      | Tempo    | Griglia | Punti |
| ---- | ------------------- | --------- | -------- | ------- | ----- |
| 1    | Wayne Gardner       | Honda     | 51.52.17 | 1       | 15    |
| 2    | Eddie Lawson        | Yamaha    | 51.54.04 | 3       | 12    |
| 3    | Tadahiko Taira      | Yamaha    | 52.09.22 | 2       | 10    |
| 4    | Randy Mamola        | Yamaha    | 52.11.23 | 9       | 8     |
| 5    | Niall Mackenzie     | Yamaha    | 52.22.49 | 7       | 6     |
| 6    | Shunji Yatsushiro   | Honda     | 52.33.06 | 11      | 5     |
| 7    | Christian Sarron    | Yamaha    | 52.33.33 | 5       | 4     |
| 8    | Robert McElnea      | Yamaha    | 52.36.44 | 6       | 3     |
| 9    | Pierfrancesco Chili | Honda     | 52.36.69 | 13      | 2     |
| 10   | Roger Burnett       | Honda     | 52.45.10 | 14      | 1     |
| 11   | Freddie Spencer     | Honda     | 52.57.80 | 4       |       |
| 12   | Didier de Radiguès  | Cagiva    | 52.59.62 | 12      |       |
| 13   | Richard Scott       | Yamaha    | 53.14.75 | 10      |       |
| 14   | Ron Haslam          | Elf-Honda | 53.52.10 | 15      |       |
| 15   | Massimo Broccoli    | Honda     | 53.53.78 | 22      |       |
| 16   | Fabio Barchitta     | Honda     | 53.54.73 | 23      |       |
| 17   | Simon Buckmaster    | Honda     | 1 giro   | 26      |       |
| 18   | Gerold Fischer      | Honda     | 1 giro   | 29      |       |
| 19   | Rudolf Zeller       | Honda     | 1 giro   | 31      |       |
| 20   | Josef Doppler       | Honda     | 1 giro   | 35      |       |
| 21   | Claus Wulff         | Suzuki    | 2 giri   | 33      |       |
| 22   | Vincenzo Cascino    | Suzuki    | 2 giri   | 30      |       |
| 23   | Pavol Dekanek       | Suzuki    | 2 giri   | 32      |       |
| 24   | Moreno Vacondio     | Suzuki    | 2 giri   | 34      |       |
| 25   | Dietmar Marehardt   | Honda     | 3 giri   | 36      |       |

### Ritirati
| Pilota              | Moto   | Motivo | Griglia |
| ------------------- | ------ | ------ | ------- |
| Marco Gentile       | Fior   |        | 17      |
| Alessandro Valesi   | Honda  |        | 21      |
| Ray Swann           | Honda  |        | 24      |
| Kenny Irons         | Suzuki |        | 16      |
| Karl Truchsess      | Honda  |        | 18      |
| Bruno Kneubühler    | Honda  |        | 19      |
| Hervé Guilleux      | Fior   |        | 28      |
| Fabio Biliotti      | Honda  |        | 25      |
| Raymond Roche       | Cagiva |        | 8       |
| Silvo Habat         | Honda  |        | 27      |
| Wolfgang von Muralt | Suzuki |        | 20      |

### Non qualificati
| Pilota           | Moto   |
| ---------------- | ------ |
| Imrich Majoros   | Suzuki |
| Harry Heutmekers | Suzuki |
| Marian Troliga   | Suzuki |
| Petr Hlavatka    | Honda  |
| Gerhard Vogt     | Suzuki |

## Classe 250

### Arrivati al traguardo
| Pos. | Pilota               | Moto    | Tempo    | Griglia | Punti |
| ---- | -------------------- | ------- | -------- | ------- | ----- |
| 1    | Anton Mang           | Honda   | 47.09.56 | 5       | 15    |
| 2    | Dominique Sarron     | Honda   | 47.12.99 | 1       | 12    |
| 3    | Carlos Cardús        | Honda   | 47.13.26 | 11      | 10    |
| 4    | Sito Pons            | Honda   | 47.13.54 | 4       | 8     |
| 5    | Luca Cadalora        | Yamaha  | 47.13.89 | 8       | 6     |
| 6    | Urs Luzi             | Honda   | 47.19.24 | 12      | 5     |
| 7    | Patrick Igoa         | Yamaha  | 47.27.32 | 7       | 4     |
| 8    | Ivan Palazzese       | Yamaha  | 47.32.55 | 14      | 3     |
| 9    | Juan Garriga         | Yamaha  | 47.47.63 | 16      | 2     |
| 10   | Reinhold Roth        | Honda   | 47.50.20 | 6       | 1     |
| 11   | Donnie McLeod        | EMC     | 47.53.51 | 15      |       |
| 12   | Maurizio Vitali      | Garelli | 48.02.42 | 17      |       |
| 13   | Jean-Michel Mattioli | Yamaha  | 48.02.81 | 13      |       |
| 14   | Stéphane Mertens     | Honda   | 48.06.42 | 19      |       |
| 15   | Hans Lindner         | Honda   | 48.06.71 | 23      |       |
| 16   | Javier Cardelús      | Cobas   | 48.07.57 | 28      |       |
| 17   | Bernard Haenggeli    | Yamaha  | 48.10.49 | 32      |       |
| 18   | René Delaby          | Yamaha  | 48.11.94 | 20      |       |
| 19   | Harald Eckl          | Honda   | 48.25.62 | 18      |       |
| 20   | Gary Cowan           | Honda   | 48.26.09 | 26      |       |
| 21   | Guy Bertin           | Honda   | 48.39.28 | 31      |       |
| 22   | Massimo Matteoni     | Honda   | 48.39.58 | 24      |       |
| 23   | Bruno Bonhuil        | Honda   | 48.43.46 | 33      |       |
| 24   | Stefan Klabacher     | Rotax   | 49.11.28 | 35      |       |
| 25   | Englebert Neumair    | Rotax   | 49.16.54 | 29      |       |
| 26   | Kevin Mitchell       | Yamaha  | 2 giri   | 36      |       |

### Ritirati
| Pilota               | Moto    | Motivo | Griglia |
| -------------------- | ------- | ------ | ------- |
| Andreas Preining     | Rotax   |        | 37      |
| Martin Wimmer        | Yamaha  |        | 2       |
| Loris Reggiani       | Aprilia |        | 3       |
| Manfred Herweh       | Honda   |        | 9       |
| Jean-François Baldé  | Honda   |        | 22      |
| Jean-Philippe Ruggia | Yamaha  |        | 21      |
| Alain Bronec         | Honda   |        | 25      |
| Thomas Bacher        | Rotax   |        | 27      |
| Josef Hutter         | Honda   |        | 30      |
| Christian Boudinot   | Fior    |        | 34      |

### Non partito
| Pilota        | Moto   | Motivo | Griglia |
| ------------- | ------ | ------ | ------- |
| Carlos Lavado | Yamaha |        | 10      |

### Non qualificati
| Pilota                 | Moto       |
| ---------------------- | ---------- |
| Nedy Crotta            | Armstrong  |
| Alberto Rota           | Honda      |
| Gilberto Gambelli      | Yamaha     |
| Siegfried Minich       | Honda      |
| Takayoshi Yamamoto     | Yamaha     |
| Jean Foray             | Chevallier |
| Hervé Duffard          | Honda      |
| Jean-Louis Guignabodet | Honda      |
| Rüdi Gächter           | Yamaha     |
| Jan Bartunek           | Yamaha     |
| Heinz Simantke         | Rotax      |
| Dario Marchetti        | Yamaha     |
| Imrich Majoros         | Yamaha     |
| Marian Srna            | Yamaha     |
| G. Chrounopoulos       | Yamaha     |

## Classe 125

### Arrivati al traguardo
| Pos. | Pilota                 | Moto    | Tempo    | Griglia | Punti |
| ---- | ---------------------- | ------- | -------- | ------- | ----- |
| 1    | Fausto Gresini         | Garelli | 41.57.22 | 1       | 15    |
| 2    | Bruno Casanova         | Garelli | 42.09.28 | 2       | 12    |
| 3    | Andrés Sánchez         | Ducados | 42.43.04 | 5       | 10    |
| 4    | Ezio Gianola           | Honda   | 42.52.59 | 10      | 8     |
| 5    | Lucio Pietroniro       | MBA     | 42.52.93 | 8       | 6     |
| 6    | Ivan Troisi            | MBA     | 42.53.20 | 11      | 5     |
| 7    | Claudio Macciotta      | MBA     | 43.05.36 | 16      | 4     |
| 8    | Esa Kytölä             | MBA     | 43.06.77 | 9       | 3     |
| 9    | Bady Hassaine          | MBA     | 43.17.78 | 26      | 2     |
| 10   | Thierry Feuz           | MBA     | 43.25.96 | 22      | 1     |
| 11   | Håkan Olsson           | Starol  | 43.39.22 | 18      |       |
| 12   | Norbert Peschke        | Seel    | 43.41.31 | 24      |       |
| 13   | Jean-Claude Selini     | MBA     | 43.41.64 | 21      |       |
| 14   | Marco Cipriani         | MBA     | 43.57.20 | 25      |       |
| 15   | Jacques Hutteau        | MBA     | 43.57.45 | 33      |       |
| 16   | Robin Milton           | MBA     | 44.01.34 | 23      |       |
| 17   | Robin Appleyard        | MBA     | 44.06.06 | 31      |       |
| 18   | Karl Dauer             | MBA     | 44.06.27 | 36      |       |
| 19   | Alfred Gangelberger    | MBA     | 1 giro   | 28      |       |
| 20   | Taru Rinne             | MBA     | 1 giro   | 32      |       |
| 21   | Thomas Møller-Pedersen | MBA     |          | 35      |       |

### Ritirati
| Pilota               | Moto     | Motivo | Griglia |
| -------------------- | -------- | ------ | ------- |
| Pier Paolo Bianchi   | MBA      |        | 3       |
| Christian Le Badezet | MBA      |        | 29      |
| Domenico Brigaglia   | Moto AGV |        | 4       |
| August Auinger       | MBA      |        | 17      |
| Peter Sommer         | MBA      |        | 27      |
| Gastone Grassetti    | MBA      |        | 12      |
| Hubert Abold         | Honda    |        | 34      |
| Mike Leitner         | MBA      |        | 13      |
| Johnny Wickström     | Tunturi  |        | 7       |
| Olivier Liégeois     | Assmex   |        | 14      |
| Willy Pérez          | Zanella  |        | 15      |
| Allan Scott          | EMC      |        | 20      |
| Peter Balaz          | MBA      |        | 19      |
| Adi Stadler          | MBA      |        | 30      |

### Non partito
| Pilota           | Moto | Motivo | Griglia |
| ---------------- | ---- | ------ | ------- |
| Corrado Catalano | MBA  |        | 6       |

### Non qualificati
| Pilota            | Moto  |
| ----------------- | ----- |
| Paul Bordes       | MBA   |
| Fernando Gonzales | Cobas |
| Alexander Eschig  | MBA   |
| Wilco Zeelenberg  | Casal |
| Wolfgang Glawaty  | MBA   |
| Jiri Safránek     | MBA   |
| Bogdan Nikolov    | MBA   |
| Ladislav Polák    | MBA   |

## Classe 80

### Arrivati al traguardo
| Pos. | Pilota             | Moto     | Tempo    | Griglia | Punti |
| ---- | ------------------ | -------- | -------- | ------- | ----- |
| 1    | Stefan Dörflinger  | Krauser  | 34.14.23 | 3       | 15    |
| 2    | Jorge Martínez     | Derbi    | 34.23.59 | 2       | 12    |
| 3    | Gerhard Waibel     | Krauser  | 34.38.83 | 7       | 10    |
| 4    | Manuel Herreros    | Derbi    | 34.39.07 | 8       | 8     |
| 5    | Jörg Seel          | Seel     | 34.40.91 | 5       | 6     |
| 6    | Luis Miguel Reyes  | Autisa   | 35.10.37 | 4       | 5     |
| 7    | Josef Fischer      | Krauser  | 35.10.68 | 9       | 4     |
| 8    | Juan Ramón Bolart  | Krauser  | 35.11.20 | 18      | 3     |
| 9    | Theo Timmer        | Casal    | 35.12.47 | 13      | 2     |
| 10   | Günter Schirnhofer | Krauser  | 35.14.63 | 19      | 1     |
| 11   | Ian McConnachie    | Krauser  | 35.23.02 | 1       |       |
| 12   | Hans Spaan         | Casal    | 35.40.72 | 11      |       |
| 13   | Serge Julin        | Casal    | 35.45.20 | 23      |       |
| 14   | Chris Baert        | Seel     | 35.48.13 | 25      |       |
| 15   | Michael Gschwander | Seel     | 35.50.20 | 22      |       |
| 16   | Heinz Paschen      | Casal    | 36.03.68 | 34      |       |
| 17   | Jos van Dongen     | Krauser  | 36.04.02 | 29      |       |
| 18   | Mario Stocco       | Faccioli | 36.04.07 | 35      |       |
| 19   | Wilco Zeelenberg   | Casal    | 36.11.64 | 24      |       |
| 20   | Thomas Engl        | Deizisau | 36.42.91 | 30      |       |
| 21   | Stefan Brägger     | Casal    | 36.48.29 | 37      |       |
| 22   | Paul Bordes        | RB       | 1 giro   | 33      |       |

### Ritirati
| Pilota            | Moto     | Motivo | Griglia |
| ----------------- | -------- | ------ | ------- |
| Kees Besseling    | Special  |        | 17      |
| Alex Barros       | Arbizu   |        | 6       |
| Reiner Koster     | Kroko    |        | 2       |
| Herri Torrontegui | JJ Cobas |        | 28      |
| Rainer Kunz       | Kroko    |        | 27      |
| Felix Rodríguez   | JJ Cobas |        | 32      |
| Ralf Waldmann     | ERK      |        | 21      |
| Juhasz Karoly     | Krauser  |        | 16      |
| Raimo Lipponen    | Krauser  |        | 36      |
| Peter Öttl        | Krauser  |        | 20      |
| René Dünki        | Krauser  |        | 14      |
| Richard Bay       | Ziegler  |        | 31      |
| Paolo Priori      | Krauser  |        | 15      |
| Hubert Abold      | Krauser  |        | 12      |

### Non partito
| Pilota         | Moto    | Motivo | Griglia |
| -------------- | ------- | ------ | ------- |
| Bogdan Nikolov | Krauser |        | 10      |

### Non qualificati
| Pilota          | Moto    |
| --------------- | ------- |
| Otto Krmiček    | Casal   |
| Stuart Edwards  | Casal   |
| Eduard Klimek   | RB      |
| Nicola Casadei  | Krauser |
| Zbynek Havrda   | Casal   |
| Kvetoslav Samák | Casal   |

## Classe sidecar
Nell'ultima gara di questa classe Rolf Biland-Kurt Waltisperg conquistano la quarta vittoria stagionale, dominando la corsa. Sul podio salgono anche Egbert Streuer-Bernard Schnieders e i neocampioni Steve Webster-Tony Hewitt. Grazie a questo successo Biland si aggiudica il terzo posto nel mondiale (eguaglia Michel a 68 punti, ma ha ottenuto più vittorie), alle spalle di Webster (97 punti) e Streuer (75).

### Arrivati al traguardo (posizioni a punti)[4]
| Pos | Pilota          | Passeggero         | Moto          | Tempo    | Punti |
| --- | --------------- | ------------------ | ------------- | -------- | ----- |
| 1   | Rolf Biland     | Kurt Waltisperg    | LCR-Krauser   | 39'49"39 | 15    |
| 2   | Egbert Streuer  | Bernard Schnieders | LCR-Yamaha    | +17"46   | 12    |
| 3   | Steve Webster   | Tony Hewitt        | LCR-Krauser   | +22"54   | 10    |
| 4   | Alain Michel    | Jean-Marc Fresc    | LCR-Krauser   | +33"40   | 8     |
| 5   | Markus Egloff   | Urs Egloff         | LCR-Yamaha    | +58"10   | 6     |
| 6   | Masato Kumano   | Markus Fährni      | LCR-Yamaha    | +58"40   | 5     |
| 7   | Alfred Zurbrügg | Simon Birchall     | LCR-Yamaha    | +1'02"36 | 4     |
| 8   | Derek Jones     | Brian Ayres        | LCR-Yamaha    |          | 3     |
| 9   | Steve Abbott    | Shaun Smith        | Windle-Yamaha |          | 2     |
| 10  | Pascal Larratte | Jacques Corbier    | LCR-Yamaha    |          | 1     |